# Erich Parise
Erich Parise var en av svensk medaljgravör, kopparstickare och glasmakare av fransk börd.
Parise förmodas ha en fransk härkomst. Han anställdes av Mathias Palbitzki i Rom på drottning Kristinas order, efter att i Palbitzki godkänt de medaljstampar som var beställa i maj 1649. Palbitzki lämnade Rom och kom till Stockholm under hösten samma år och man kan följa honom i handlingar fram till 1654. Var han vistades de följande åren är oklart men man antar att han följde med henne utomlands en tid. Några medaljer utförda över Fredrik III av Danmark och drottning Sofia Amalia antyder att han vistades en tid i Köpenhamn på senare delen av 1650-talet. Han anställdes som gravör vid myntverket i Stockholm 1661 med en lön om 300 daler silvermynt. 1663 övergick han i Magnus Gabriel De la Gardies tjänst som glasmakare vid bland annat Jakobsdals slott. Av strödda uppgifter i källorna framgår det att Parise inte helt fann sig tillrätta i sitt nya hemland. Han anklagades 1651 för edsöresbrott mot två murargesäller och det blir tal om att innehålla en del av hans lön, 1653 beskylles han för försumlighet och att ha farit med osanning och tillåtes inte längre arbeta ensam utan endast vid riksguardienens närvaro. Han omnämns sista gången i handlingarna 1666 och avled av en oförmodelig död på Läckö i Västergötland. Parise har utfört medaljer för drottning Kristina och Karl X Gustav samt ett stort antal medaljer i samarbete med Johan Rethe. Parise är representerad vid Nationalmuseum i Stockholm.